# Francis Xavier Osamu Mizobe
Francis Xavier Osamu Mizobe SDB (jap. フランシスコ・ザビエル溝部脩, Furanshisuko Zabieru Mizobe Osamu; * 5. März 1935 in Shingishū, Unterprovinz Heian-hokudō, Provinz Chōsen, früheres Japanisches Kaiserreich, heutiges Nordkorea; † 29. Februar 2016) war ein japanischer Ordensgeistlicher, Missionar und römisch-katholischer Bischof.

## Leben
Er trat 1955 in die Ordensgemeinschaft der Salesianer Don Boscos ein, studierte Philosophie und Katholische Theologie in Italien und empfing am 9. Februar 1964 die Priesterweihe. 1990 wurde er Provinzial seines Ordens in Japan. 1998 wurde er Generalvikar des Erzbistums Nagasaki.
Am 10. Mai 2000 wurde er durch Papst Johannes Paul II. zum Bischof von Sendai ernannt. Die Bischofsweihe spendete ihm Peter Takeo Okada, Erzbischof von Tokio, am 9. September desselben Jahres; Mitkonsekratoren waren Francis Keiichi Satō OFM, Bischof von Niigata, und Peter Toshio Jinushi, Bischof von Sapporo.
Am 14. Mai 2004 wurde er zum Bischof von Takamatsu ernannt. Die Amtseinführung fand am 19. Juli desselben Jahres statt. 2009 verfügte er die Schließung des Priesterseminars des Neokatechumenalen Weges in Takamatsu. Am 25. März 2011 nahm Papst Benedikt XVI. das von Mizobe aus Altersgründen vorgebrachte Rücktrittsgesuch vom Amt des Bischofs von Takamatsu an; er lebte zuletzt in Kyoto.